# Hōjō Yasutoki

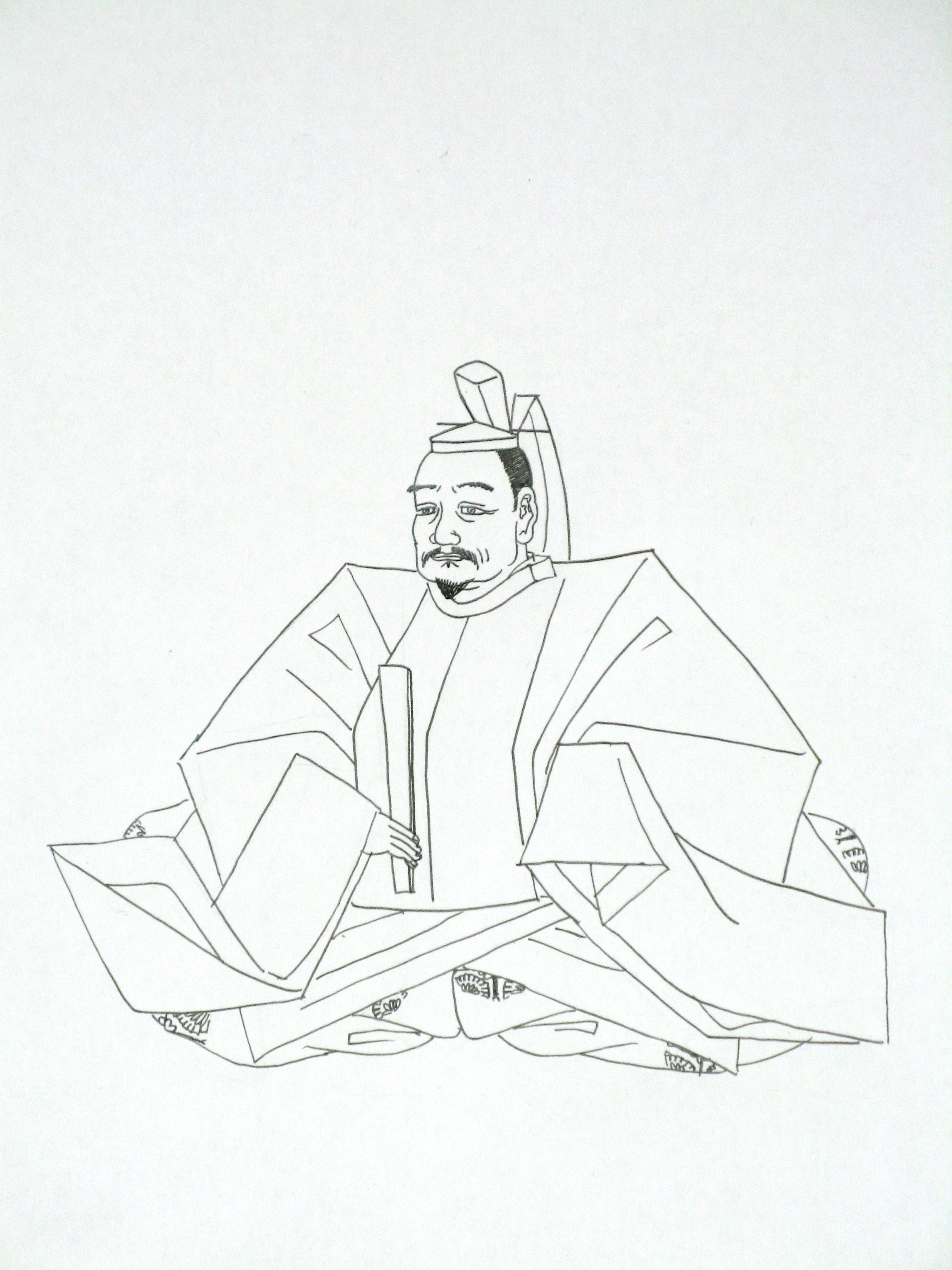
Hōjō Yasutoki

Hōjō Yasutoki (japanisch 北条 泰時; geboren 1183 in Kamakura; gestorben 14. Juli 1242 daselbst) war der dritte japanische Regent des Kamakura-Shogunats.

## Leben und Wirken
Hōjō Yasutoki war Sohn des zweiten Regenten Hōjō Yoshitoki (1163–1224). Sein Kindheitsname war Kongō (金剛). Im Jahr 1194 feierte er seine Volljährigkeit (元服, Gempuku) und nahm den Namen Yoritoki (頼時) an, den er später in Yasutoki änderte. Im Jahr 1211 wurde er zum Shuri-no-suke (修理亮) ernannt und diente später als Shikibu no Shōjō (式部少丞), Suruga no Kami (駿河守) und Musashi no Kami (武蔵守). Er hatte auch die Position Sakyōgon no Daibu (左京権大夫) inne. Im Jahr 1218, wurde er zum Samurai Dokoro Bettō (侍所 別当) ernannt.
Als 1221 der Jōkyū-Krieg ausbrach, besiegten Yasutoki und sein Onkel Tokifusa (北条 時房; 1175–1240) die Nishigami (西上) und Kyōgata (京方) und blieben weiterhin in Kyōto, um die Folgen des Krieges zu bewältigen. Verbunden damit war die Einrichtung des „Rokuhara Tandai“ (六波羅探題) zur Stärkung der Verwaltung. Es wird angenommen, dass Yasutoki in dieser Zeit eine Freundschaft begann mit dem Mönch Myōe (1173–1232), posthum auch Kōben (高弁) genannt, vom Tempel Kōzan-ji. Im Jahr 1224, nach dem Tod seines Vaters Yoshitoki, kehrte er nach Kamakura zurück und übernahm die Position des Regenten. Zu dieser Zeit versuchte Yasutokis Stiefmutter aus den Iga-Klan (伊賀氏), ihren Sohn Masamura (政村) als Regenten einzusetzen. Doch Yasutoki vereitelte diesen Plan mit Hilfe seiner Tante Masako (政子).
Im folgenden Jahr, als Masako und der Unterstützer Ōe no Hiromoto (1148–1225) nacheinander starben, ernannte Yasutoki seinen Onkel Tokifusa zum Mitunterzeichner (Rensho) und richtete den Ratgeberkreis Hyōjōshū (評定衆), um eine kollegiale politische Leitung auszuüben. Um dieses Ziel zu erreichen, formulierte er außerdem 1232 das Goseibaishikimoku (御成敗式目), den Strafkodex. Auf diese Weise wurde während der Yasutoki-Zeit sowohl dem Namen als auch der Realität nach eine Regierung durch den Regenten errichtet.
Obwohl Yasutokis Beziehung zum kaiserlichen Hof auf einer kooperativen Basis beruhte, lehnte er den Antrag der im Ruhestand befindlichen Kaiser Go-Toba und Juntoku, die während des Jōkyū-Kriegs ins Exil geschickt worden waren, auf eine Rückkehr nach Kyōto ab. Auch nach dem Tod von Kaiser Shijō lehnte er ab, dass die Hofadligen dorthin zurückkehren konnten. Er konnte diese starke Seite zeigen, indem er Kaiser Go-Saga unterstützte. Im Jahr 1242 wurde er aufgrund einer Krankheit Priester und nahm den Namen Kan’a (観阿) an, verstarb aber im selben Jahr.
Als aufrechter Politiker, der die Moral liebte, wurde Yasutoki seit seiner Zeit sowohl vom Militär als auch vom Militär bewundert und galt lange als Wegweiser der Samurai-Politik.